# Gwenn (sainte)
Pour les articles homonymes, voir Gwenn et Blanche.
Gwenn (sainte Blanche en français) ou Gwen, Guen est surnommée en breton Teir Bronn (« aux trois seins ») parce qu'elle a enfanté au moins trois saints, les jumeaux Guéthenoc  et Jacut, puis saint Guénolé. Elle est l'épouse de saint Fragan, et ils vivaient au Ve siècle.
Elle est fêtée le 18 octobre.

## Histoire et tradition
Les époux et leurs deux premiers fils sont nés au Pays de Galles, leur pays d'origine. Le troisième fils serait né peu de temps après le débarquement de la famille en Bretagne armoricaine, à l'embouchure de la rivière Brahec, au fond de la baie de Saint-Brieuc. Selon la légende, Dieu lui accorde un troisième sein pour pouvoir allaiter ses trois enfants, d'où son surnom breton « santez Gwenn Teir Bronn », littéralement « la sainte aux trois seins ». Il s'agit, pour Joseph Chardronnet, d'une mauvaise interprétation de l'expression latine trimammis signifiant « trois fois mère » (épithète formée de deux mots bretons, tri « trois », et mamm « mère ») car la tradition rapporte que seuls Guethenoc et Jacut étaient jumeaux.
Gwenn (Blanche), femme de saint Fragan, est la mère d'une sainte famille nombreuse. En plus de ses trois saints fils déjà mentionnés, elle a également une fille, sainte Clervie.
Il semblerait qu'elle ait eu un deuxième mari (après le décès de Fragan ?), Eneas Ledewig (ou Lydewig), un noble breton, et eu un cinquième enfant : Cadfan.
Sainte Gwenn est la protectrice des enfants, est invoquée par les mères manquant de lait et est la patronne des nourrices.

## Galerie

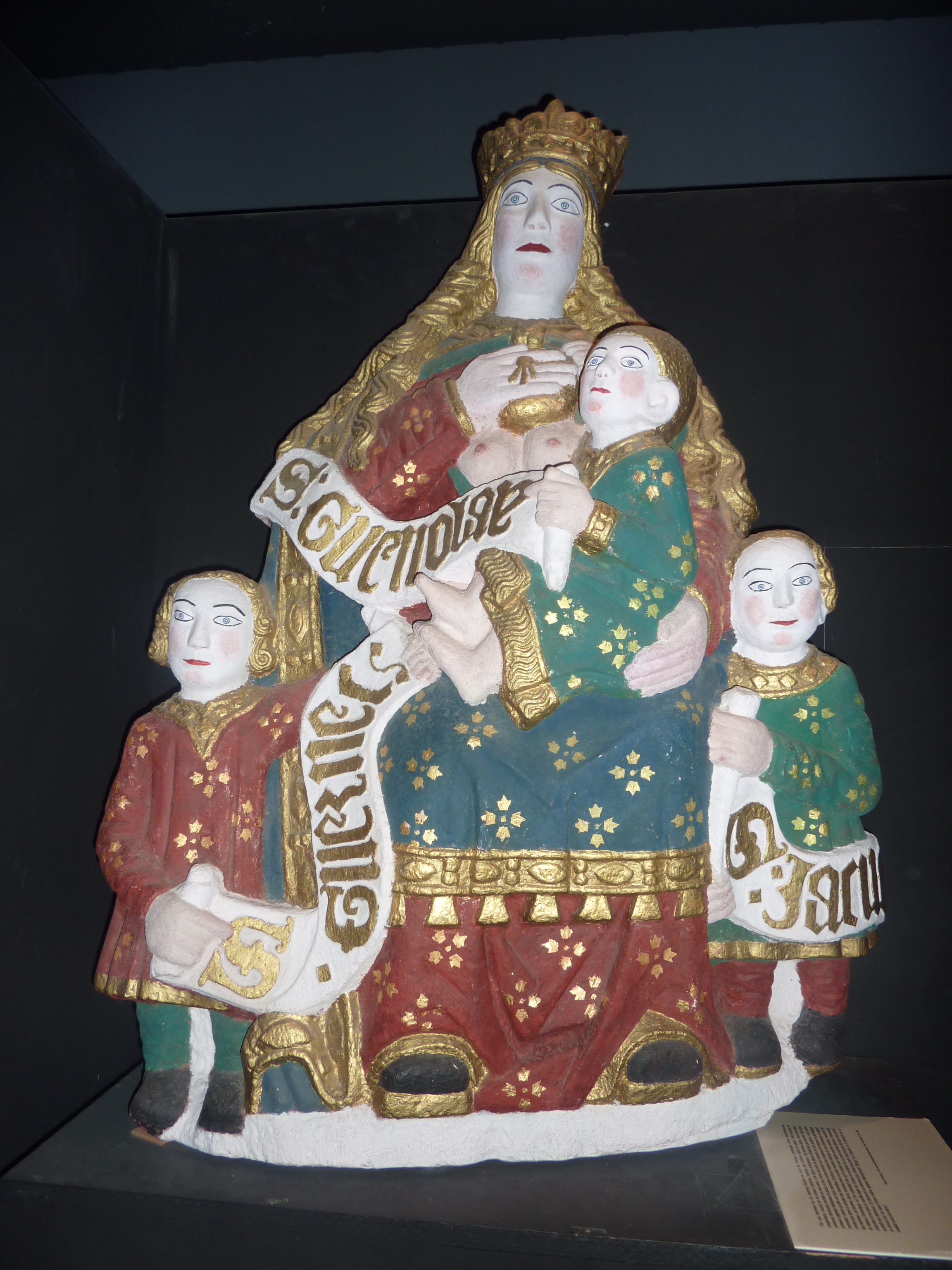
Briec : chapelle Saint-Vennec, statue de sainte Gwenn avec son fils et ses jumeaux (vers 1578).
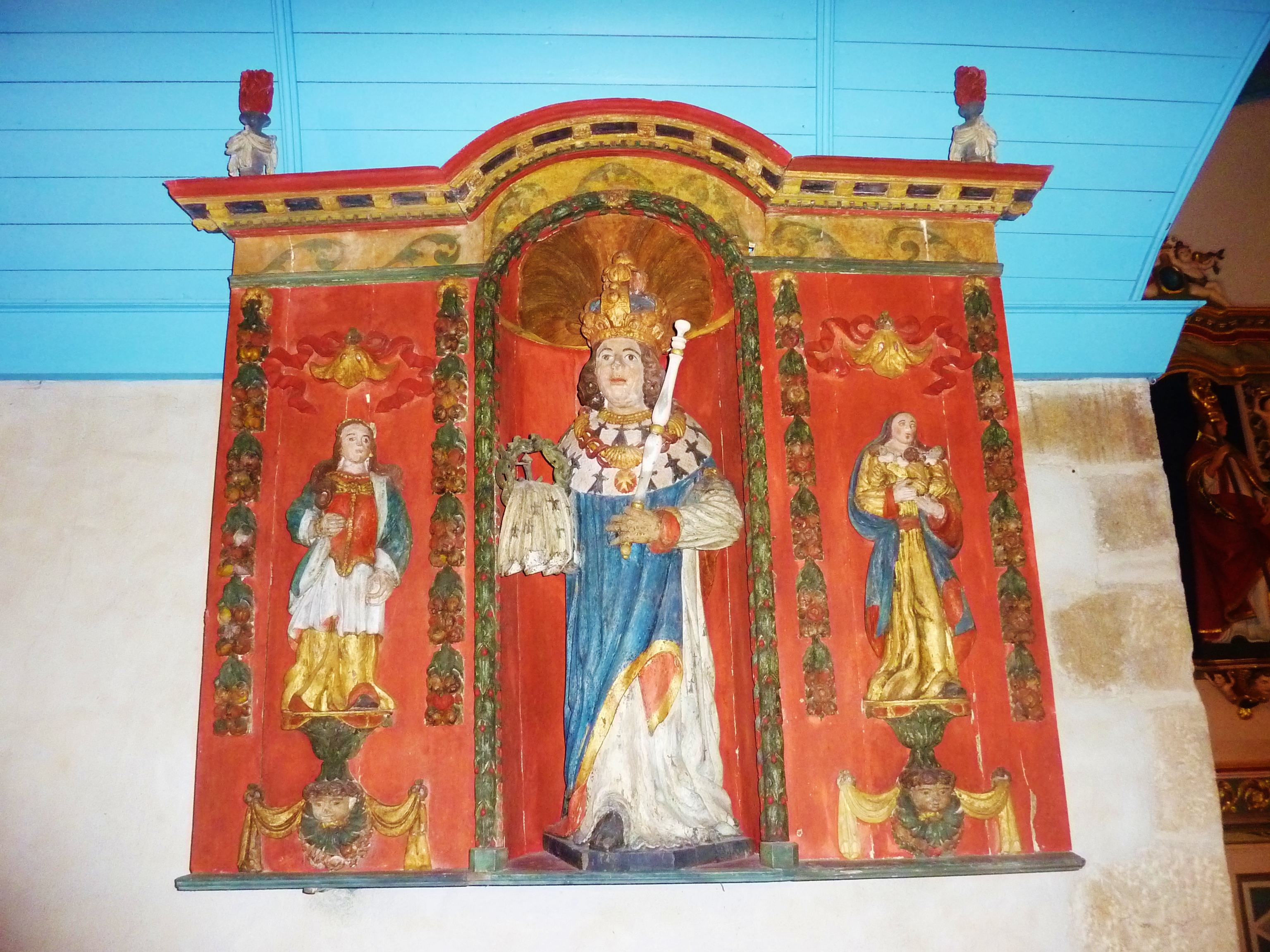
Plougastel-Daoulas : chapelle Saint-Guénolé, le retable de saint Louis, avec à sa droite sainte Gwenn.
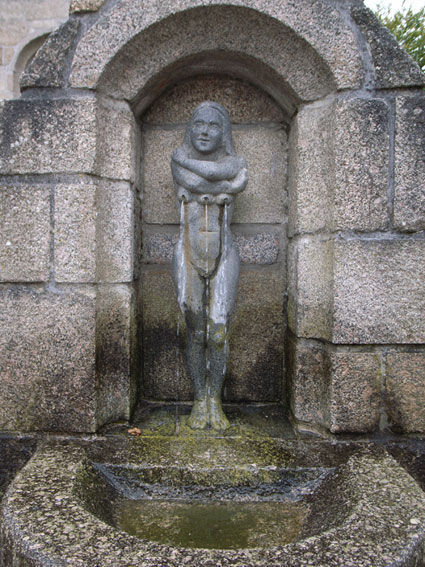
Statue de sainte Gwenn à Plouguin
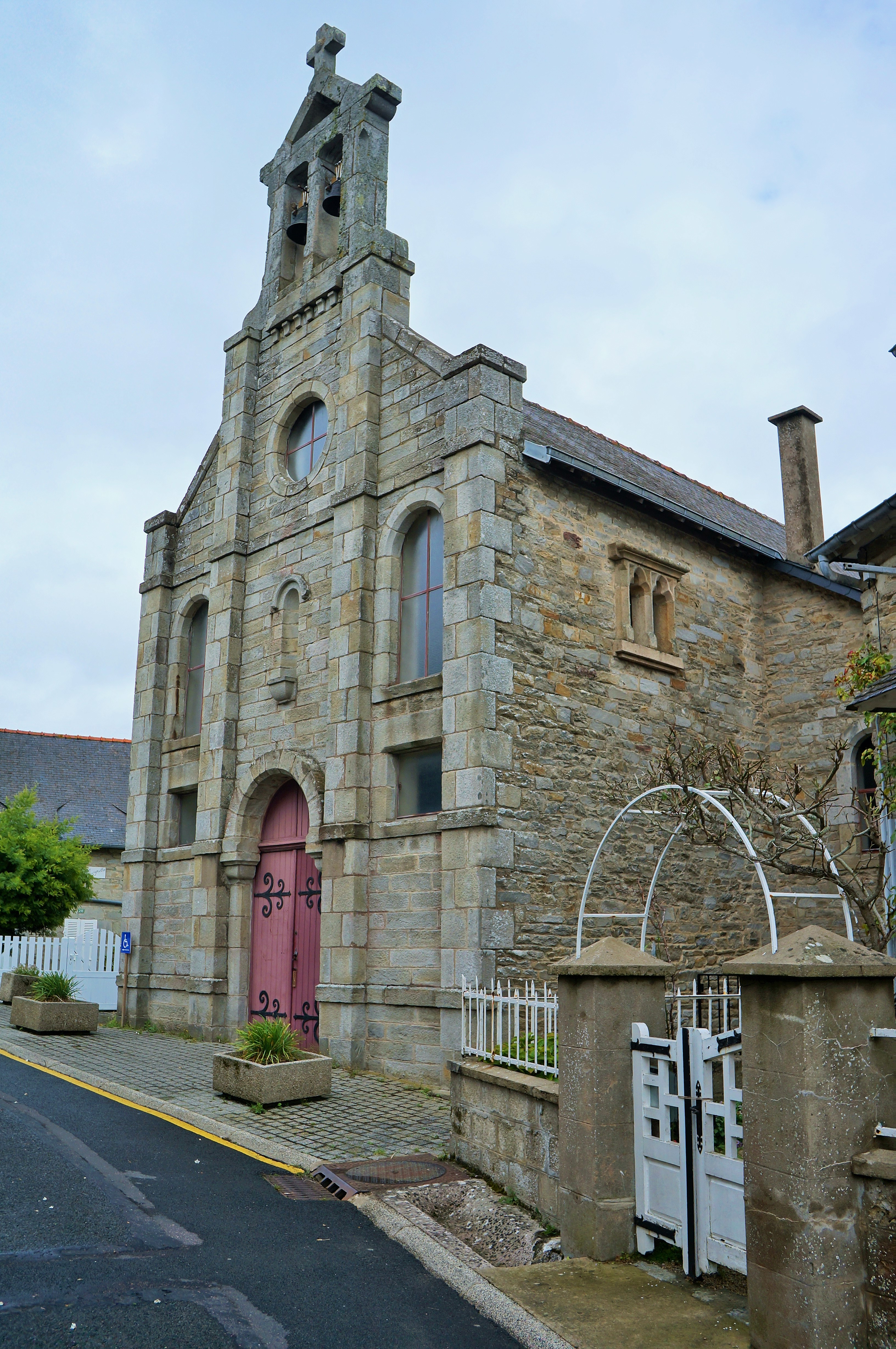
Chapelle Sainte-Blanche de Saint-Cast, placée sous son patronage.
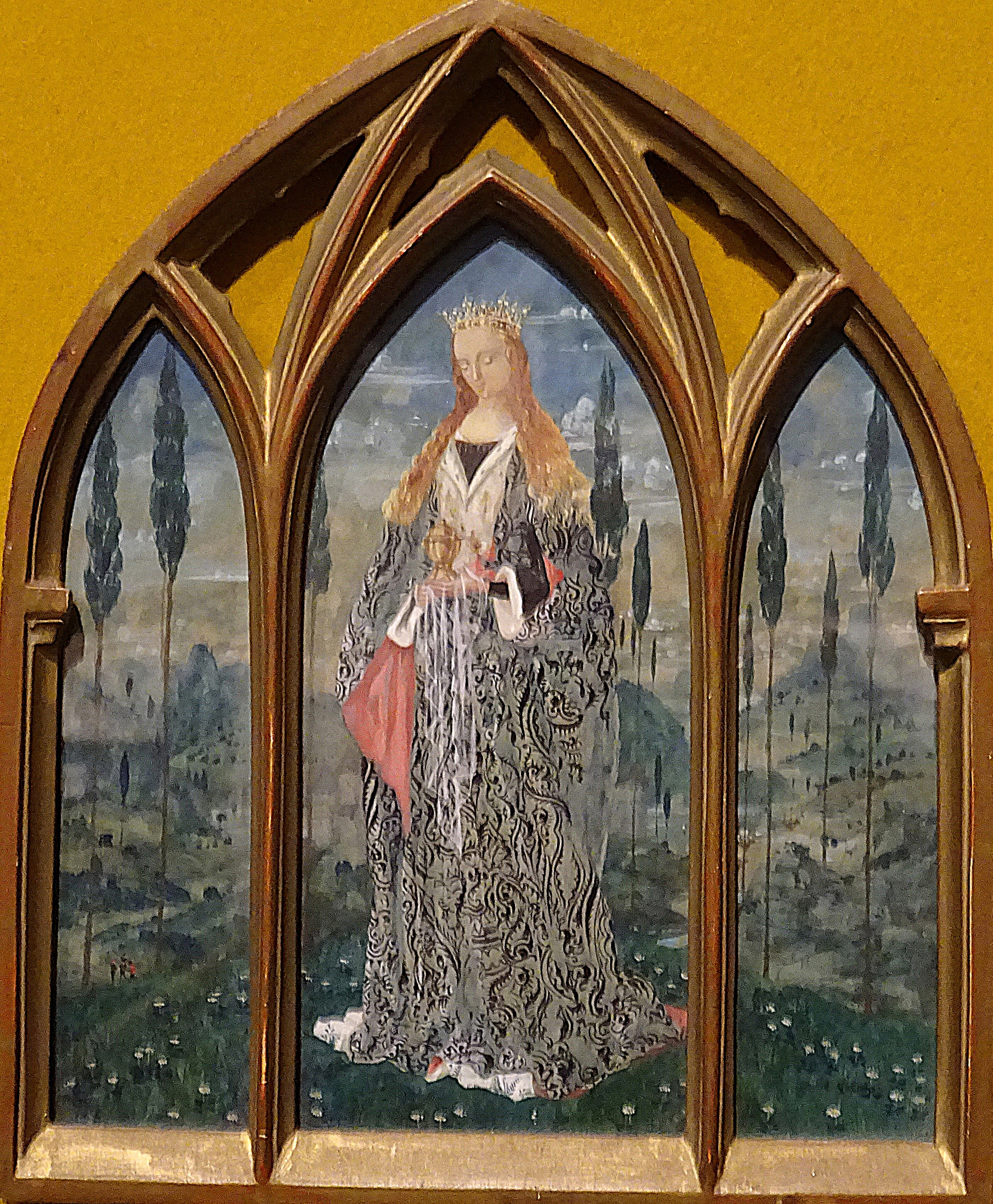
Ernest Guérin ː Sainte Gwenn (aquarelle et gouache sur papier, non daté).